# MPEG-1
MPEG-1 je bil objavljen leta 1993. Formalno je poimenovan kot ISO/IEC 11172 standard. Združeval je kodiranje videa in zvočnega zapisa pri pretočnosti 1.5 Mbit/s. Sestavljen je iz petih delov: 
- 1. Sistem
- 2. Video
- 3. Audio
- 4. Testiranje prilagajanja
- 5. Programska simulacija

MPEG-1 standard najdemo predvsem v tehnologijah kot so Video CD (VCD), Super Video CD (SVCD) in kabelska televizija (CATV). Zaradi omejitev kakovosti slike in prenosa, je to vplivalo na nadaljnji razvoj MPEG-a. Tako je nastal MPEG-2 (ISO/IEC 13818).

## Prvi del - Sistem
Prvi del je eden izmed najpomembnejših, saj prikazuje problem, kako iz enega ali več tokov iz audio in video dela sestaviti en tok podatkov. Podatke v takšni obliki  se lažje shranjuje oziroma prenaša.

## Drugi del - Video
Drugi del je bil razvit izključno z namenom, da ponuja stalen prenos podatkov iz zakodiranega stisnjenega videa na podatkovnem nosilcu s hitrostjo prenosa 1.5 Mbit/s.
Veliko tehnik je uporabljenih za doseganje visokega povprečja stiskanja podatkov.
Pri kodiranju sličic se uporabljajo Hibridne kodirne tehnike:
- 1. Pretvarjanje barvne sheme in vzorčenje informacij o kontrastu (RGB ->YcbCr)
- 2. Kvantizacija (razbitje) - povezovanje zaporedja nekih števil v eno samo vrednost.
- 3. DCT - diskretna kosinusna transformacija nad matrikami 8x8 pikslov
- 4. Zig-zag skeniranje
- 5. Napovedovalno kodiranje - vzame trenutno vrednost in skušamo napovedati naslednjo vrednost.
- 6. Gibalna kompenzacija (MC - Motion Compensation)
- 7. Kodiraje spremenljive dolžine (VLC - Variable Length Coding) - pogoste barve imajo kratko kodo, redko zastopane pa dolgo.

## Tretji del - Audio
Tretji del predstavlja zaporedje audio kodiranja (mono in stereo). Algoritem prikazuje spodnja slika. Vhodni audio vzorci vstopajo v kodirnik. Prva enota - preslikovalnik ustvari filtrirano in vzorčno predstavitev vhodnih audio vzorcev. Psihoakustični model naredi podatke za kontrolo kvantizatorja in kodirnika, ki ustvarita paket kodiranih simbolov iz vhodnih vzorcev. Enota »Pakiranje okvirjev« zbere vse podatke iz ostalih enot in doda še kakšno drugo informacijo (npr. popravi napake), če je to potrebno.

## Četrti del - Testiranje prilagajanja
Četrti del predstavlja, kako naj bodo narejeni testi, ki bodo določili ali so kodirniki iz prvega, drugega in tretjega dela ustrezno narejeni.

## Peti del - Programska simulacija
Peti del ne opredeljuje standarda, pač pa je programski del, ki vsebuje prve tri dele MPEG-1 standarda.